# Plectrohyla pachyderma
Plectrohyla pachyderma är en groddjursart som först beskrevs av Taylor 1942.  Plectrohyla pachyderma ingår i släktet Plectrohyla och familjen lövgrodor. IUCN kategoriserar arten globalt som akut hotad. Inga underarter finns listade i Catalogue of Life.